# Mirosław Kłos

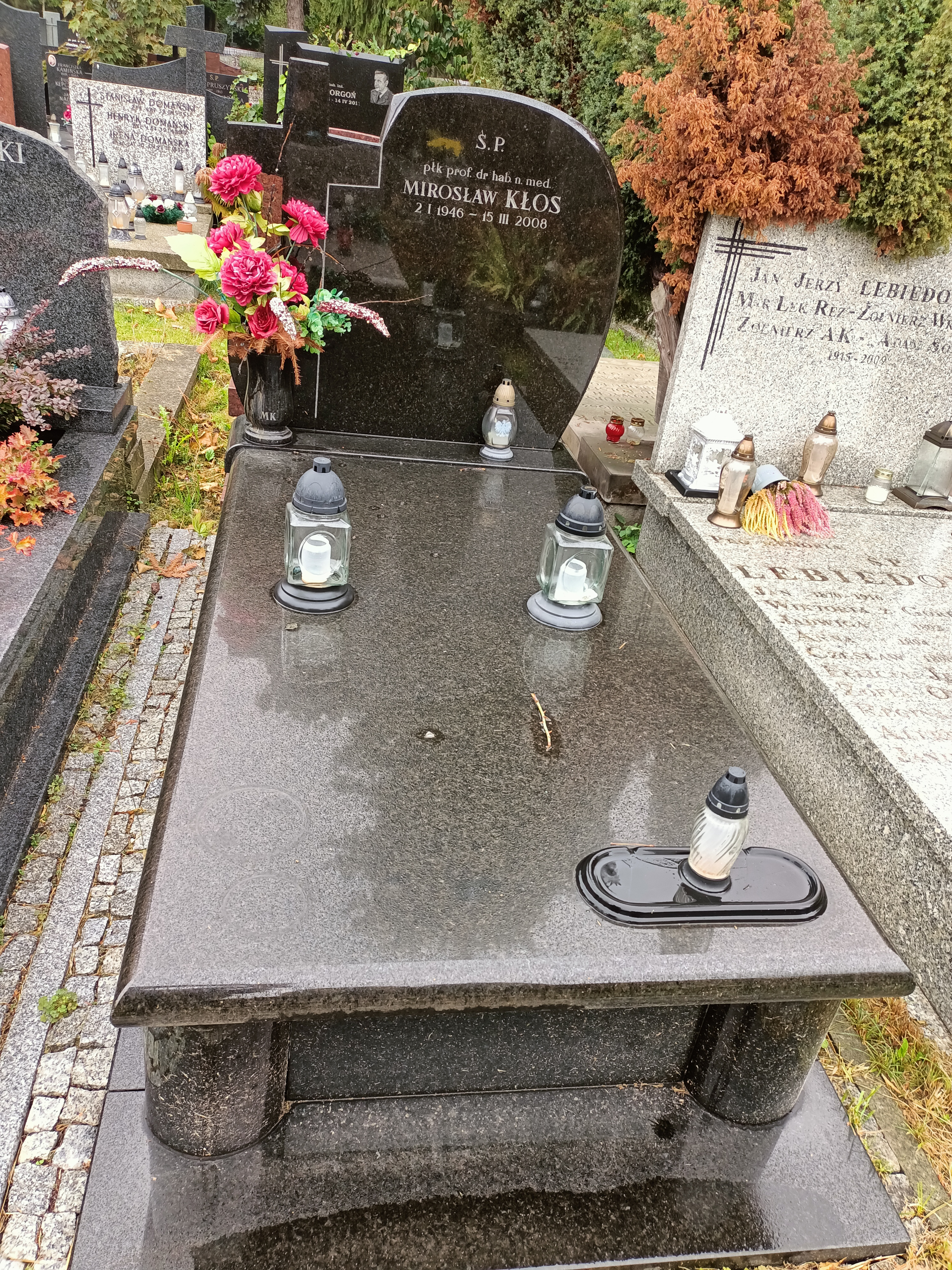
Grób Mirosława Kłosa na cmentarzu Wojskowym na Powązkach

Mirosław Tadeusz Kłos (ur. 2 stycznia 1946 r. w Brzeźniu,  zm. 15 marca 2008) – polski transfuzjolog, epidemiolog, immunolog, transplantolog, analityk kliniczny, profesor medycyny. Pułkownik Wojska Polskiego. Był wieloletnim Naczelnym Specjalistą Wojskowej Służby Zdrowia w dziedzinie transfuzjologii.

## Życiorys

### Wykształcenie
Urodził się 2 stycznia 1946 roku w Brzeźniu k/Sieradza. Tam ukończył szkołę podstawową. Liceum Ogólnokształcące w Łodzi ukończył w 1963. W latach 1963-1968 studiował analitykę kliniczną na Wydziale Farmaceutycznym Wojskowej Akademii Medycznej. W 1968 ukończył kierunek analityczny i otrzymał stopień oficerski. Stopień naukowy doktora nauk farmaceutycznych uzyskał w 1975 w Centrum Kształcenia Podyplomowego Wojskowej Akademii Medycznej, po obronie pracy napisanej pod kierunkiem Pawła Nowickiego, pt. Zmiany w poziomie ATP i 2,3-DPG krwinek czerwonych w trakcie przechowywania w różnych środowiskach. Stopień dr hab. n. medycznych nadała mu Rada Naukowa CSK WAM w 1983, na podstawie pracy habilitacyjnej zatytułowanej Otrzymywanie czynnika wzrostowego limfocytów T i ocena jego znaczenia w procesie aktywizacji limfocytów. Nominację profesorską otrzymał 27 kwietnia 1993, a tytuł profesora zwyczajnego odebrał wkrótce potem z rąk Prezydenta RP Lecha Wałęsy. Był specjalistą z dziedzinach: analityki klinicznej, transfuzjologii oraz epidemiologii. W latach 1979-1980 przebywał na stypendium naukowym w Berlinie Zachodnim, ponadto szkolił się w Heidelbergu i Monachium.

### Praca zawodowa
W latach 1968 – 71 pracował w Jednostce Wojskowej w Warszawie, a następnie w Zakładzie Transfuzjologii i Transplantologii Centralnego Szpitala Klinicznego Wojskowej Akademii Medycznej (CSK WAM). W swojej pracy zawodowej przeszedł wszystkie stanowiska od asystenta do Kierownika Zakładu Transfuzjologii i Transplantologii, którym kierował w latach 1984-2003 i na bazie, którego stworzył Centralny Bank Krwi Wojskowego Instytutu Medycznego. W latach 1987-2003 był Naczelnym Specjalistą Wojskowej Służby Zdrowia w dziedzinie Transfuzjologii. W latach 1987-2001 był członkiem Rady Ministerstwa Obrony Narodowej ds. Medycyny i Farmacji Wojskowej. Pułkownik Wojska Polskiego.

### Osiągnięcia naukowe
Był autorem i współautorem ponad 400 publikacji krajowych i zagranicznych związanych z: transfuzjologią, transplantologią, immunologią, analityką kliniczną i epidemiologią. Jego twórczość naukowa charakteryzowała się rozległością zainteresowań. Kluczowymi tematami jego zainteresowań naukowych były promocja terapii substytucyjnej w transfuzjologii, określenie roli przetoczeń osoczowych i komórkowych preparatów krwiopochodnych w chirurgii i hematologii, badanie immunomodulującego wpływu przetoczeń składników krwi, zapobieganie transmisji HIV i innych wirusów przez krew, immunoterapia przy użyciu dożylnych immunoglobulin, transplantacje krwi pępowinowej, allogeniczne i autologiczne transplantacje komórek krwiotwórczych, parametry mikrocyrkulacji i reologii krwi, związki HLA z chorobami autoimmunologicznymi, plazmafereza, jako metoda leczenia różnych chorób i inne.
Wypromował 9 doktorów liczną rzeszę magistrów i specjalistów. Był kluczowym członkiem dwóch pionierskich zespołów transplantacyjnych, w których wykonano pierwsze w Polsce udane allogeniczne i autologiczne transplantacje szpiku i mobilizowanych komórek krwi obwodowej. Autor 5 patentów. Był organizatorem wielu konferencji i sympozjów naukowych o zasięgu krajowym, w tym cyklu Konferencji Transfuzjologów Wojskowych i współorganizatorem kilku konferencji międzynarodowych. W latach 1987-1990 był sekretarzem Komisji Transfuzjologii Komitetu Patofizjologii Klinicznej Wydziału VI – Nauk Medycznych Polskiej Akademii Nauk, a w latach 1990-2002 był przewodniczącym tejże Komisji. Był wieloletnim członkiem Rady Naukowej Centralnego Szpitala Klinicznego Wojskowej Akademii Medycznej, a później Wojskowego Instytutu Medycznego oraz Instytutu Hematologii i Transfuzjologii. Był członkiem międzynarodowych i krajowych towarzystw naukowych, w tym: Amerykańskiego Towarzystwa Przetaczania Krwi, Międzynarodowego Towarzystwa Przetaczania Krwi, Polskiego Towarzystwa Hematologów i Transfuzjologów oraz Polskiego Towarzystwa Transplantacyjnego.

## Nagrody i odznaczenia
Za swoją pracę w 1976 roku otrzymał zespołową nagrodę II stopnia Ministra Obrony Narodowej. W 1989 otrzymał Nagrodę Rektorską II st. za pracę: Udana autotransplantacja krążących komórek macierzystych w ostrej białaczce mieloblastycznej, WAM im. B. Szareckiego. W tymże, 1989 roku odznaczony został Krzyżem Kawalerskim Orderu Odrodzenia Polski. W 1993 roku otrzymał Odznakę Honorową I stopnia Polskiego Czerwonego Krzyża, a w 1991 roku Kryształowe Serce Polskiego Czerwonego Krzyża. W 1997 otrzymał Nagrodę Rektorską I st. za pracę: The association of HLA with psoriasis, WAM im. B. Szareckiego.

## Życie prywatne
Żona Anna (doktor nauk farmaceutycznych). Miał syna Krzysztofa, doktora nauk medycznych, adiunkta w Klinice Alergologii i Chorób Zakaźnych Wojskowego Instytutu Medycznego. Zmarł 15 marca 2008, w wieku 62 lat. Pochowany na Powązkowskim Cmentarzu Wojskowym, kwatera F II, rząd 6, grób 7.